# Giovanni Palatucci

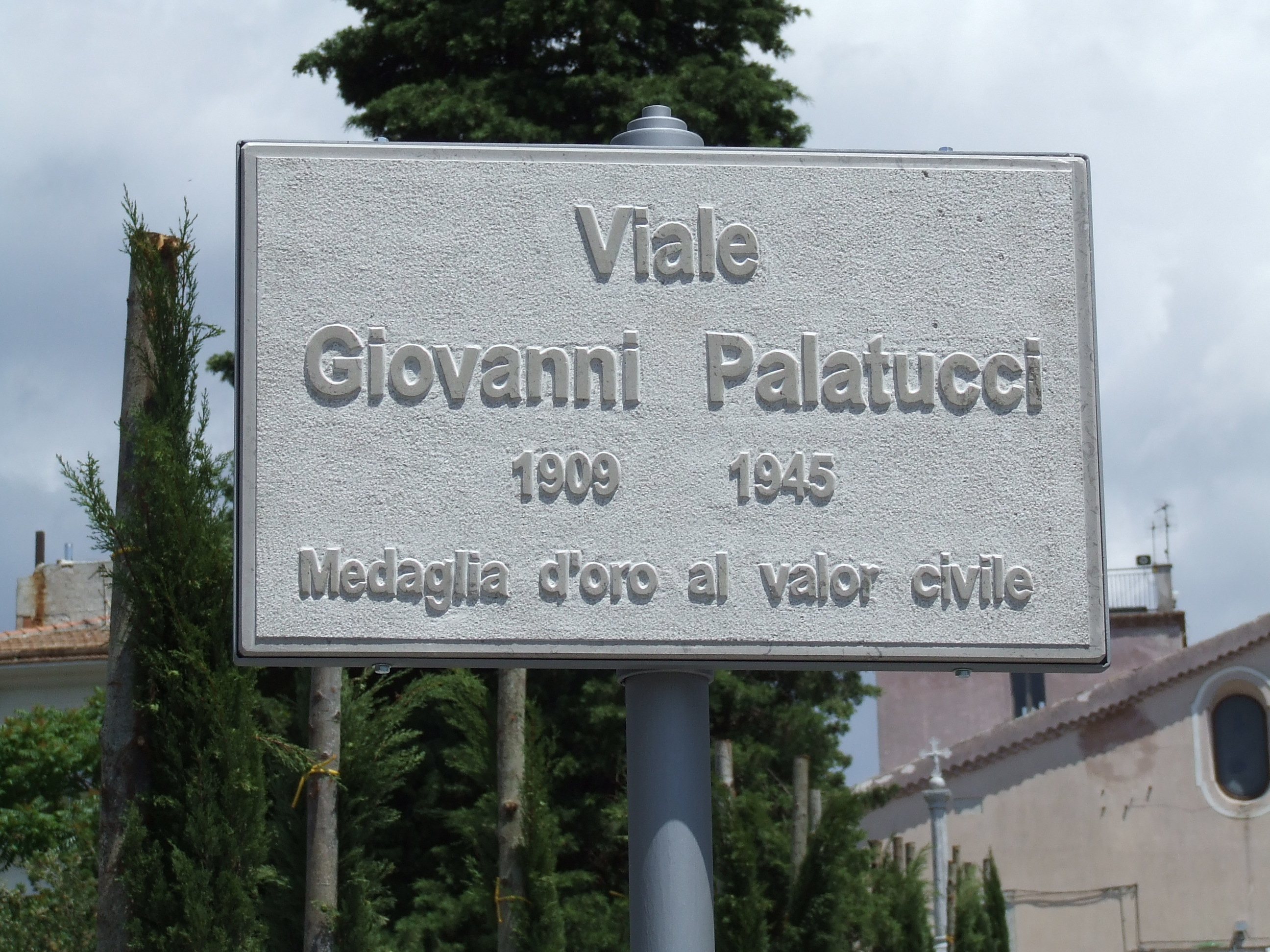
Ulica Giovanniego Palatucciego w Caggiano

Giovanni Palatucci (ur. 31 maja 1909 w Montelli, zm. 10 lutego 1945 w Dachau) – włoski policjant. Sługa Boży Kościoła katolickiego.

## Życiorys
Giovanni Palatucci był członkiem Narodowej Partii Faszystowskiej, ukończył studia prawnicze na Uniwersytecie w Turynie. W 1936 roku został policjantem w Genui, a w rok później został przeniesiony do Komendy Głównej Policji w Fiume. Był szefem Urzędu do Spraw Cudzoziemców, tam fałszował dokumenty i wizy, w ten sposób uratował życie wielu żydowskim uchodźcom. Giovanni Palatucci został aresztowany w dniu 13 września 1944 roku. Po procesie skazano go na karę śmierci i deportowano go do obozu koncentracyjnego w Dachau, gdzie zmarł 10 lutego 1945 roku. W 1990 przyznano mu pośmiertnie tytuł Sprawiedliwy wśród Narodów Świata. Jego proces beatyfikacyjny rozpoczął się w 2005 roku.
Według doniesień mediów, powołujących się na badania nowojorskiego Centro Primo Levi, Palatucci miał być nazistowskim kolaborantem, współodpowiedzialnym za deportację Żydów do Auschwitz-Birkenau.